# Margaret Church
Margaret Brooks Church (ur. 13 marca 1889 w Providence, zm. 24 maja 1976) – amerykańska mykolożka.
Zajmowała się głównie grzybami z rodzaju Aspergillus (kropidlak) i innymi biorącymi udział w psuciu się żywności. Wraz z Charlesem Thomem jest autorem książki o grzybach Aspergillus. Wraz z nim także pracowała nad grzybami z rodzaju Penicillium (pędzlak). Była pierwszym zachodnim uczonym, który zajął się fermentacją ryżu przez grzyba Monascus purpureus. Badała także kropidlaka żółtego Aspergillus oryzae powodującego fermentację nasion soi. Od 1928 roku do przejścia na emeryturę w 1939 r. była kierowniczką biologii na Urbana University w stanie Ohio.
Przy nazwach naukowych utworzonych przez nią taksonów standardowo dodawane jest jej nazwisko Church (zobacz: lista skrótów nazwisk botaników i mykologów).